# Spojené státy americké na Zimních olympijských hrách 1956
Spojené státy americké na Zimních olympijských hrách 1956 reprezentovalo 67 sportovců (57 mužů a 10 žen) v 8 sportech.

## Medailisté
| Medaile | Jméno | Sport         | Disciplína       |
| ------- | --- | ------------- | ---------------- |
| Zlato   | Hayes Alan Jenkins | Krasobruslení | Muži jednotlivci |
| Zlato   | Tenley Albrightová | Krasobruslení | Ženy jednotlivci |
| Stříbro | Ronald Robertson | Krasobruslení | Muži jednotlivci |
| Stříbro | Carol Heiss | Krasobruslení | Ženy jednotlivci |
| Stříbro | Wendell Anderson Wellington Burtnett Eugene Campbell Gordon Christian Bill Cleary Richard Dougherty Willard Ikola John Matchefts John Mayasich Daniel McKinnon Richard Meredith Weldon Olson John Pettroske Kenneth Purpur Don Rigazio Richard Rodenheiser Ed Sampson | Lední hokej   | Turnaj mužů      |
| Bronz   | Charles Butler William Dodge James Lamy Arthur Tyler | Boby          | Čtyřbob          |
| Bronz   | David Jenkins | Krasobruslení | Muži jednotlivci |